# Cezary Gawryś
Cezary Gawryś (ur. 6 marca 1947) – polski dziennikarz i publicysta, były redaktor naczelny miesięcznika „Więź”.

## Życiorys

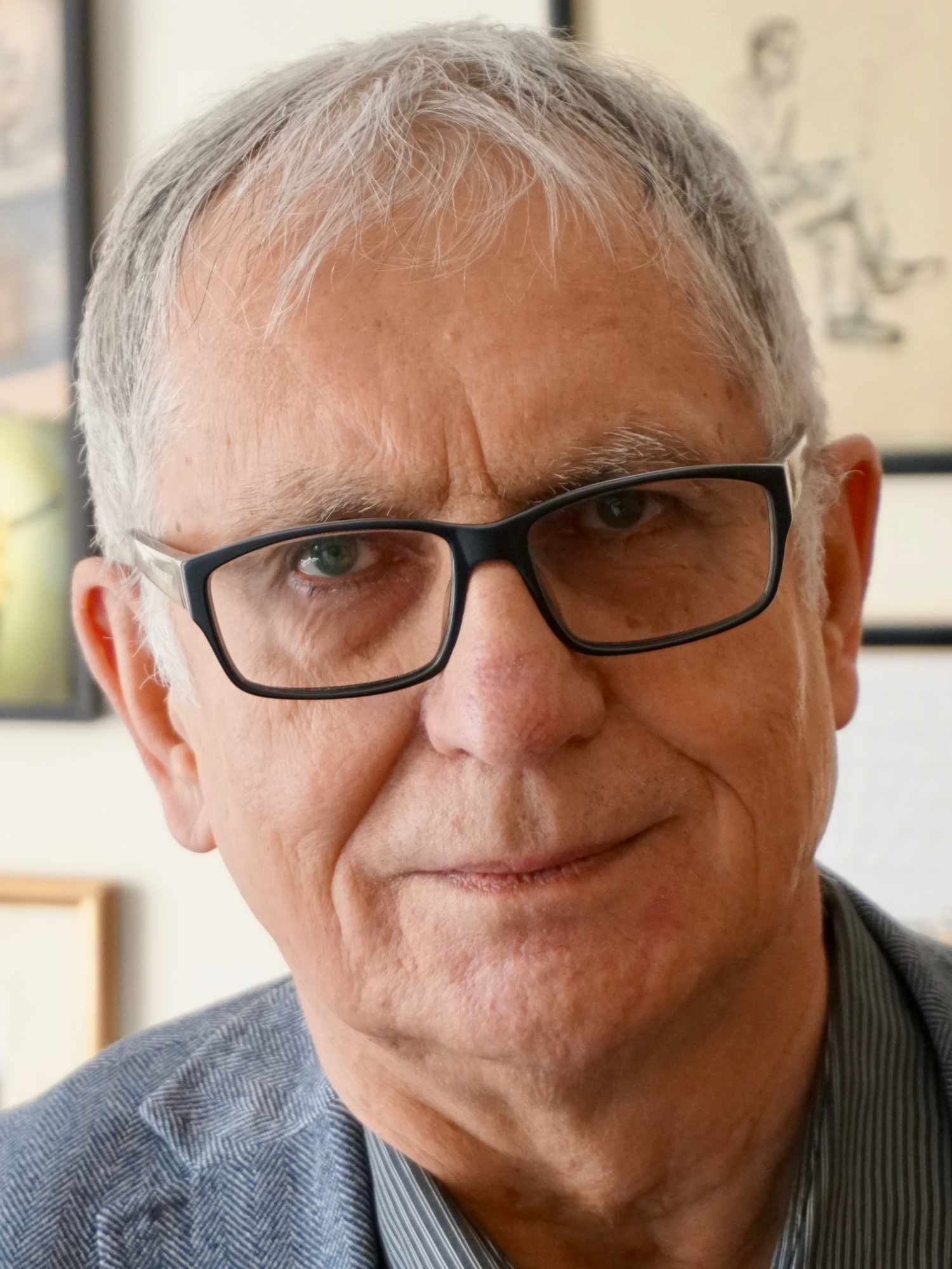
Cezary Gawryś w redakcji Wydawnictwa Więź w Warszawie (2018)

Ukończył studia filozoficzne na Uniwersytecie Warszawskim (1969), teologię na Uniwersytecie Kard. Stefana Wyszyńskiego (2000), szkolenie z podstaw terapii systemowej w Instytucie Psychiatrii i Neurologii (2005). Pracował jako wychowawca w zakładzie wychowawczym (1970), sekretarz redakcji i reportażysta w tygodniku „Literatura” (1972–1976), potem w miesięczniku „Więź” (obecnie kwartalnik), w latach 1995–2001 jako jego redaktor naczelny. Przez dwa lata był katechetą w warszawskim liceum im. Roberta Schumana. Obecnie jest redaktorem w Wydawnictwie Więź. Odznaczony Krzyżem Kawalerskim Orderu Odrodzenia Polski przez prezydenta Lecha Kaczyńskiego (2008).

## Publikacje
- Ścieżki ocalenia, Warszawa: Więź 1997, ISBN 978-83-85124-98-6.
- Męska rozmowa. Chrześcijanie a homoseksualizm – redakcja wspólnie z Katarzyną Jabłońską, Warszawa: Więź 2003, ISBN 978-83-88032-61-5.
- Między konfesjonałem a kozetką – redakcja wspólnie z Katarzyną Jabłońską, Warszawa: Więź 2010, ISBN 978-83-60356-86-9.
- Ten Trzeci i dwa inne reportaże, Warszawa: Więź 2013, ISBN 978-83-62610-46-4.
- Wyzywająca miłość. Chrześcijanie a homoseksualizm – redakcja wspólnie z Katarzyną Jabłońską, Warszawa: Więź 2013, ISBN 978-83-62610-47-1.
- Nie stracić wiary w Watykanie. Ze Stefanem Frankiewiczem rozmawia Cezary Gawryś, Warszawa: Więź 2014, ISBN 978-83-62610-53-2.